# Хафизула Амин
Хафизула Амин (حفيظ الله امين; Пагман, 1. август 1929 — Кабул, 27. децембар 1979) био је авганистански политичар. Амин је био секретар Народне демократске партије Авганистана те председник и премијер Авганистана у веома кратком периоду током 1979. године. Његова владавина била је обележена контроверзама попут убиства његовог претходника Таракија и напетостима у држави које су довеле до побуне против власти и совјетске интервенције, у којој је Амин погинуо.

## Биографија
Рођен је 1929. године у Пагману, у породици Гилзај Пуштуна. Након завршетка основне и средње школе, студирао је математику на Универзитету у Кабулу. Након тога је од 1957. студирао на Универзитету Колумбија у Њујорку (САД), где се упознао с идејама марксизма. По повратку у Авганистан, радио је као учитељ у Кабулу. Тада се повезао с комунистом Нур Мухамед Таракијем.
Након оснивања Народне демократске партије Авганистана 1965, Амин је 1966. године постао члан њеног Централног комитета. Након поделе партије на две фракције, Амин се опредеило за радикалнији Халк (фракцију Парчам предводио је Бабрак Кармал). Након хапшења неколико истакнутијих вођа НДПА 1969, Амин је постао један од вођа партије.
Након проглашења Републике Авганистан 1973. године, Амин је у Халку био други по утицају након Таракија. Напетост у односима између НДПА и председника Дауда кулминисала је државним ударом 27. априла 1978. године. Након револуције, Тараки је био председник и премијер ДР Авганистана и секретар НДПА, Кармал је био заменик председника, док је Амин постао министар спољних послова.
Прва влада настојала је успоставити равнотежу власти између Халка и Парчама, али су међусобно неповерење и напетост убрзо узроковали обрачуне унутар партије. Халкисти су преовладали; Кармал је прогнан из државе тако да му је додељено место амбасадора у Чехословачкој. Парчамити су у септембру 1978. године извршили неуспешан пуч против Халка, након чега је уследио обрачун. До почетка 1979. године део становништва почео је да се буни против централне власти, због спровођења социјалистичких реформи. Таракијева влада је због тога губила кредибилитет, а сам Тараки се одао алкохолу и био слабог здравља. Амин се удаљио од сарадње с Таракијем, те га је напослетку заробио и наредио његову смрт (угушили су га јастуцима).

### Вођа Авганистана
Након Таракијевог уклањања у септембру 1979. године, Амин је постао нови вођа Авганистана, поставши секретар НДПА и председник републике. Успорио је социјалистичке реформе како би стишао побуну и показао народу да његова влада није анти-исламски расположена. Таракијево убиство искористио је као оправдање да ухапси и нареди смакнуће 18.000 људи које је сматрао правим или потенцијалним противницима своје владе. Ово је узроковало додатне немире широм земље, те централна влада ускоро није могла да контролише руралне пределе Авганистана.
Слабљење Аминове позиције и разбуктавање устанка у грађански рат, забринули су Совјете да би се исламски радикализам могао проширити на централноазијске совјетске републике. Због тога је совјетско руководство решило да уклони с власти радикала Амина. Совјетска интервенција започела је 25. децембра 1979. године. Након уласка у Кабул, совјетски војници су напали председничку палату у коју се склонио Амин и тамо га убили. Непознато је да ли је Амин страдао од залуталог метка или је убијен с намером. Након Аминове смрти, на чело државе постављен је умеренији Бабрак Кармал, а совјетска интервенција потрајала је наредних 10 година.